# Surkhar Lodrö Gyelpo
| Tibetische Bezeichnung                                         |
| -------------------------------------------------------------- |
| Tibetische Schrift: ཟུར་མཁར་བློ་གྲོས་རྒྱལ་པོ                           |
| Wylie-Transliteration: zur mkhar blo gros rgyal po             |
| Andere Schreibweisen: Zurkhar Lodrö Gyelpo; Zurkha Lodo Gyalpo |
| Chinesische Bezeichnung                                        |
| Vereinfacht: 苏喀·洛追杰波; 宿喀·洛追杰波                      |
| Pinyin:Suka Luozhui Jiebo                                      |

Surkhar Lodrö Gyelpo (geb. 1509; gest. 1579) war ein tibetischer Mediziner. Er gilt als der Hauptvertreter der von Surkhar Nyamnyi Dorje gegründeten Schule von Sur (tib. ཟུར་ལུགས, Wylie: zur lugs) der tibetischen Medizin und Autor des bedeutenden medizinischen Kommentars Mündliche Unterweisungen des Ahnen (མེས་པོའི་ཞལ་ལུང, mes po'i zhal lung) zu den Basistexten der tibetischen Medizin, den Vier Tantras (rgyud bzhi: „Vier Wurzeln“) sowie mehrerer weiterer medizinischen Schriften.